# Helvingie
Helvingie (Helwingia) je jediný rod čeledi helvingiovité vyšších dvouděložných rostlin z řádu cesmínotvaré. Jsou to dřeviny s jednoduchými střídavými listy a nenápadnými květy. Rostliny jsou pozoruhodné květenstvími vyrůstajícími ze středu listové čepele. Rod zahrnuje pouze 4 druhy a vyskytuje se v Asii.

## Popis
Zástupci rodu helvingie jsou dvoudomé opadavé nebo stálezelené keře, řidčeji nevelké stromy. Listy jsou jednoduché, střídavé, řapíkaté a se 2 záhy opadávajícími palisty. Čepel listů je na okraji žlaznatě pilovitá nebo zvlněná, se zpeřenou žilnatinou. Květenství jsou okolíkovitá a vyrůstají ze střední žilky na listové čepeli. Květy jsou jednopohlavné, 3 až 5četné, zelené nebo fialovozelené. Samčí květy jsou v květenství po 3 až 20 a obsahují stejný počet tyčinek jako korunních lístků. Samičí květy jsou jednotlivé nebo po 2 až 4, se spodním semeníkem se 3 až 5 přihrádkami obsahujícími po 1 vajíčku. Čnělka je krátká, se 3 až 5ramennou bliznou. Plody jsou bobule s vytrvalým kalichem na vrcholu a s 1 až 5 semeny.

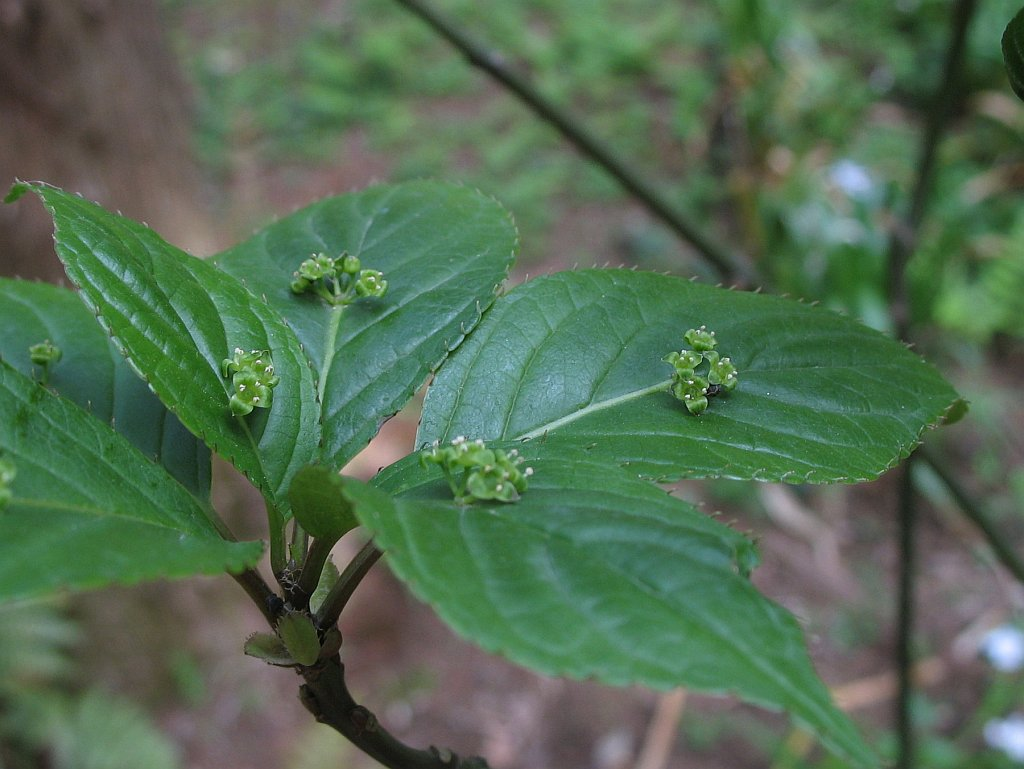
Kvetoucí samčí rostlina Helwingia japonica
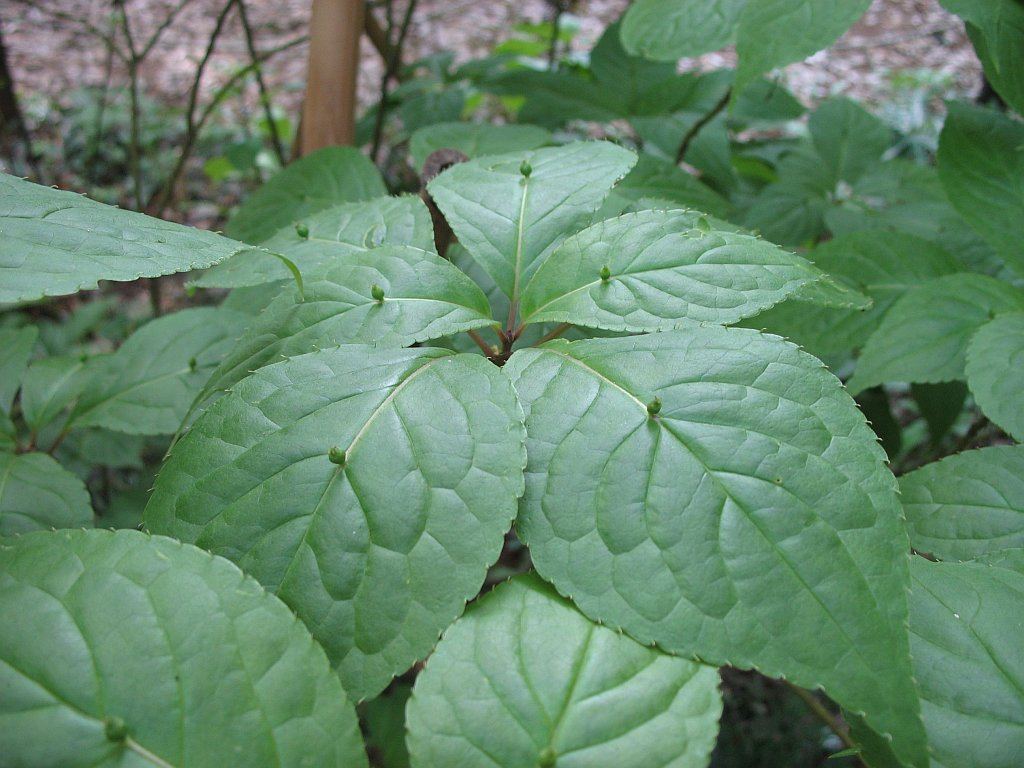
Samičí rostlina Helwingia japonica
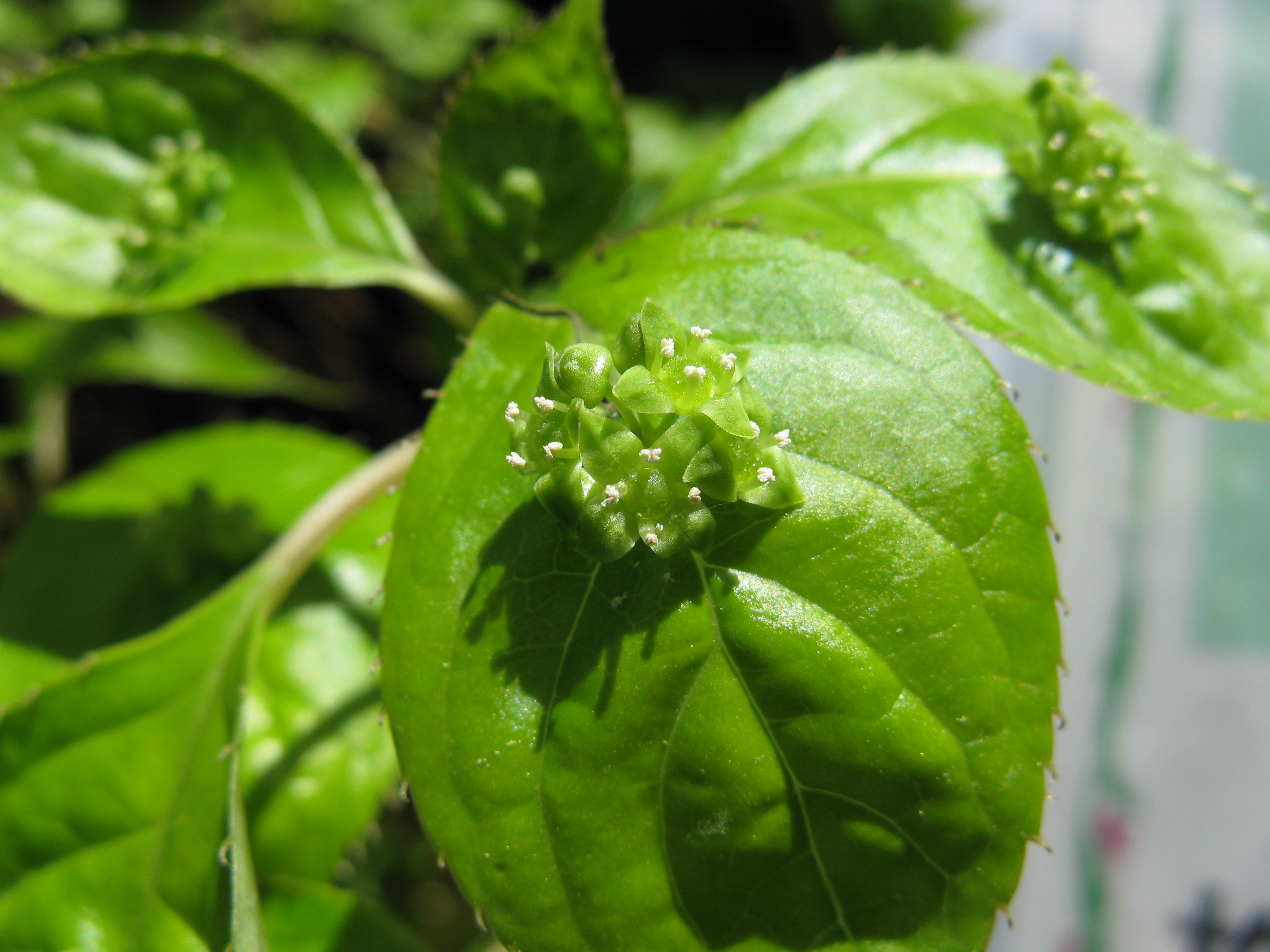
Detail samčího květenství Helwingia japonica
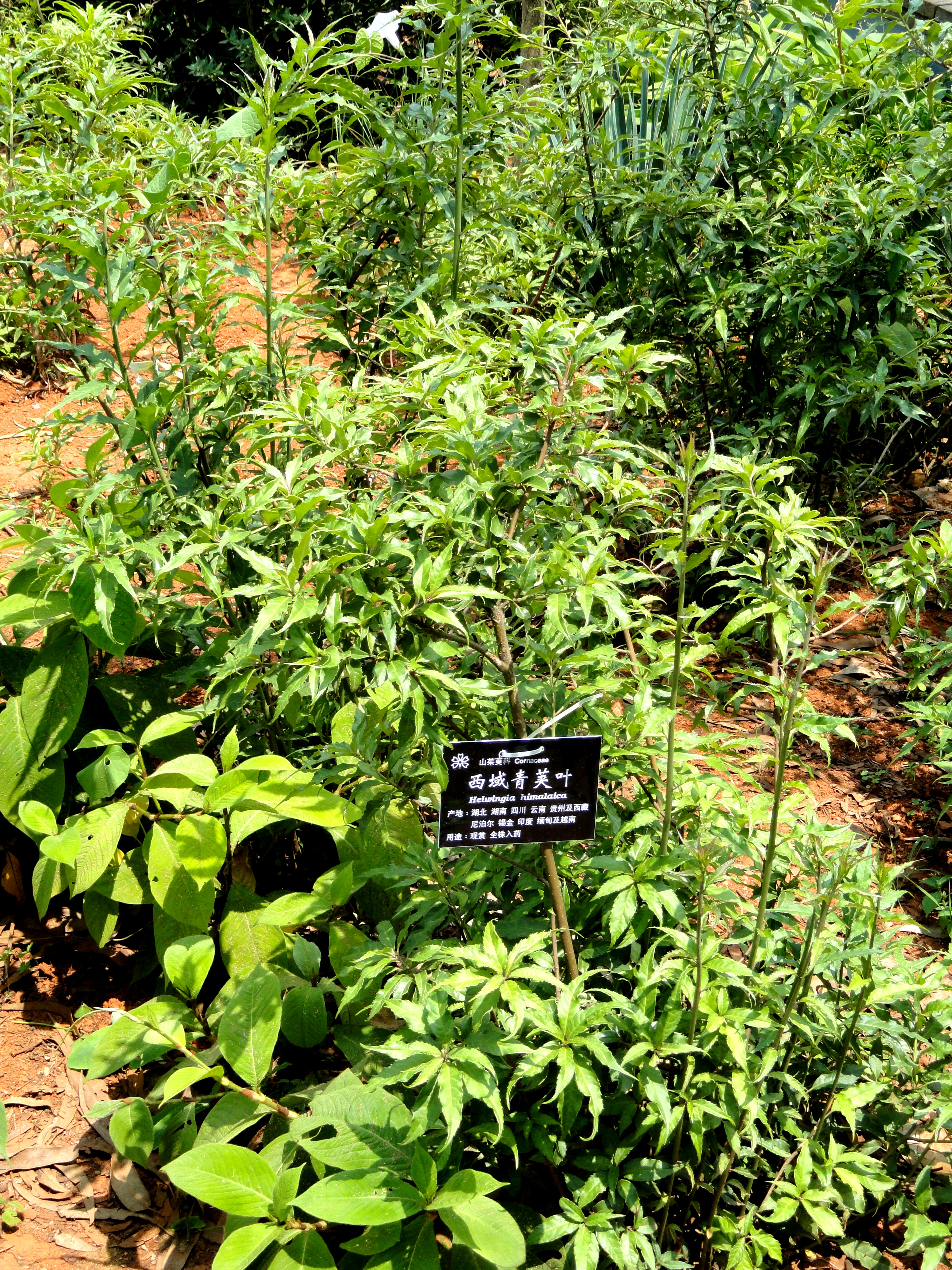
Helwingia himalaica

## Rozšíření
Rod zahrnuje celkem 4 druhy, rozšířené ve střední až východní Asii od severní Indie po Čínu, Thajsko a Japonsko.

## Přehled druhů
Helwingia japonica, Helwingia himalaica, Helwingia chinensis, Helwingia omeiensis